# Nie ma rzeczy niemożliwych
Nie ma rzeczy niemożliwych – koncertowy album polskiej grupy muzycznej Słodki Całus Od Buby. Album zawiera w dużej mierze piosenki nowe i dotąd niepublikowane. Jest to właściwie pierwsza płyta CD zespołu dostępna w szerokim obiegu (wcześniej funkcjonowała w tej formie debiutancka kaseta, pozostałe materiały były płytami kolportowanymi przez zespół raczej jako materiał promocyjny).

## Muzycy
- Krzysztof Jurkiewicz – gitara dwunastostrunowa, harmonijka ustna, śpiew;
- Mariusz Kamper – gitara, śpiew;
- Jarosław Medyński – harmonijka ustna;
- Aleksander Rzepczyński – gitara basowa;
- Adam Skrzyński – perkusja;
- Mariusz Wilke – gitara

## Lista utworów
1. „Powitanie”
2. „Miasto którego nie znam”
3. „Wróżby”
4. „Całkiem sporo”
5. „Takie życie”
6. „Jeszcze jeden wiersz do ciebie”
7. „Pociągi”
8. „Środa”
9. „Nie ma rzeczy niemożliwych”
10. „Zawsze odchodzą”
11. „Jano”
12. „Raz do roku”
13. „Nasza miłość”
14. „Pańska 7/8/2”
15. „Piosenka turystyczna II”